# Alfred Edwards
Pour les articles homonymes, voir Edwards et Alfred Edwards (homonymie).
Alfred Charles Edwards, né à Constantinople le 10 juin 1856 et mort à Paris 8e le 10 mars 1914, est un journaliste et patron de presse d'origine anglaise,, directeur du quotidien Le Matin entre 1884 et 1895.

## Biographie
Fils de Charles Joseph Edwards, un médecin anglais en poste en Orient et d'une Française Émilie Caporal, Alfred suit ses études à Paris avant de commencer sa carrière au Figaro, en 1876, où il se fait connaître pour ses reportages. Trois ans plus tard, il rejoint Le Gaulois en qualité de rédacteur, puis devient chef des échos. Il en profite pour cultiver ses relations et remplir son carnet d'adresses. En 1881, il intègre la rédaction du Clairon et épouse Jeanne Charcot, fille du célèbre docteur Charcot, dont la belle-fille (également demi-sœur de Jeanne), Marie Durvis veuve Liouville, s'est remariée avec Pierre Waldeck-Rousseau, futur président du Conseil. Edwards est contacté quelques mois plus tard par un groupe de financiers américains, Samuel S. Chamberlain et James Gordon Bennett junior, qui lui demande de prendre en main la création du journal Le Matin, adaptation française du quotidien britannique The Morning News.
Le premier numéro du Matin paraît le 26 février 1884, mais Edwards s'oppose rapidement aux objectifs des financiers et est démis de ses fonctions en août. Il décide alors de fonder son propre journal avec une frange dissidente de la rédaction, Le Matin Français, mais les deux parties ont intérêt au compromis et, en octobre, les journalistes dissidents sont réintégrés au Matin ; Edwards est autorisé à monter au capital de l'entreprise, dont il contrôle bientôt intégralement le conseil d'administration : il s'impose ainsi à la fois comme le directeur, comme le gérant, et comme le rédacteur en chef du journal à travers la période 1885-1895.
Usant rapidement du quotidien comme un outil d'influence et d'enrichissement personnel, il s'en sert pour monnayer son soutien auprès des uns et faire chanter les autres ; il figure ainsi dans la liste des personnalités rétribuées par la compagnie de Panama entre 1886 et 1888 pour que son journal la soutienne. Les revers qu'il subit cependant en 1890 face aux dirigeants du Crédit foncier, soupçonnés de fraude et de malversations, contre lesquels il avait lancé une vaste campagne de dénigrement dans son journal après qu'ils eurent refusé d'acheter son silence voient sa réputation, et celle du Matin, s'émailler ; cette mauvaise image d'un journal dont le tirage est en baisse couplée aux faibles performances économiques de l'entreprise, déficitaire dès 1892, forcent Edwards à abandonner l'affaire : il cesse d'être rédacteur en chef du quotidien dès 1894, puis démissionne de la présidence de son conseil d'administration en juillet 1895, avant de quitter finalement la direction de l'entreprise en août — Le Matin est revendu à Henry Poidatz et Maurice Bunau-Varilla dans la foulée.
Il se lance dans de nouvelles activités, finançant le journal illustré Le Petit Bleu de Paris, créant Le Petit Sou pour des motifs politiques. En 1902, il rachète le Paris-Noël, fondé par Gustave Goetschy. Personnalité du tout-Paris, multimillionnaire, il achète l'ermitage de Rousseau à Montmorency ainsi que le Théâtre de Paris et le casino attenant. Il s'adonne même à l'écriture de petites comédies et d'opérettes, comme Par Ricochet, donnée au Théâtre des Capucines en 1906, ou encore des pièces destinées au Grand-Guignol. Très porté sur la gent féminine, il se marie successivement à l'actrice et courtisane Mlle Isabelle Drouard, Hélène Ralli, Jeanne Charcot, sœur de Jean-Baptiste Charcot, et Misia Godebska, la « reine de Paris », récemment divorcée de Thadée Natanson, le fondateur (avec son frère Alexandre) de La Revue Blanche.
Il accepte en 1900 de prendre la direction du journal conservateur Le Soir, succédant ainsi à Gaston Pollonnais.
En 1910, il épouse en cinquièmes noces Mathilde Fossey, actrice plus connue sous le nom de Geneviève Lantelme, mystérieusement victime de noyade lors d'une croisière sur le Rhin, le 25 juillet 1911. L’accident suscite beaucoup de controverses tant en France que dans le reste du monde occidental et beaucoup spéculent sur le fait qu’Edwards  ait assassiné sa femme. Cette théorie se développe notamment parce que les autorités compétentes découvrent dans sa cabine une carte (la dernière écrite par Lantelme) destinée à André Brulé et disant qu’Edwards appartenait à ses yeux déjà au passé et qu’elle pensait divorcer. À l’automne 1911, deux journaux français, La Dépêche parlementaire et La Griffe, publient cette accusation ; Edwards les poursuit pour diffamation et gagne son procès, les deux journaux échappant cependant à de lourdes réparations.
Il meurt le 10 mars 1914 des suites d'une forte grippe et est inhumé au cimetière du Père-Lachaise (89e division).

### Articles de l'encyclopédie
- Le Matin
- Portrait de Mlle Lantelme, tableau de Giovanni Boldini